# Меарим
Меарим (на португалски: Rio Mearim) е река в Бразилия, в щата Мараняо, вливаща се в Атлантическия океан. Дължината ѝ е 930 km, а площта на водосборния басейн – 94 710 km².
Река Меарим води началото си под името Агуа Боа, на 480 m н.в., от западните части на масива Сера дос Алперкатас, разположен в северната част на Бразилското плато. В горното си течение протича през най-северните части на платото, като образува множество бързеи и прагове, а след устието на десния си приток Корда пресича от юг на север заблатената Приатлантическа низина с бавно и спокойно течение. Заедно с идващата отляво река Пиндаре образува голям естуар, чрез който се влива в залива Сао Маркус на Атлантическия океан. На източния бряг на залива е разположен град Сао Луис, столицата на щата Мараняо.
Основни притоци: леви – Гражау (770 km, най-голям приток); десни – Енджейтадо, Корда, Дас Флорес. Подхранването на Меарим е предимно дъждовно, а пълноводието ѝ е през есента – април и май. Плавателна е за плитко газещи речни съдове в долното си течение, до град Педрейрас, най-големия град по течението ѝ.